# Hayden (Arizona)
Hayden è una città degli Stati Uniti d'America, situata nello Stato dell'Arizona, nella Contea di Gila ed in parte nella Contea di Pinal.